# 木兰山古建筑群
木兰山古建筑群是位于湖北省武汉市黄陂区木兰山的一处道教、佛教建筑群，亦是湖北省文物保护单位。
此处建筑群历史悠久，自隋唐至现代，多次兴废:11、12。以干砌的方法依木兰山而建，称为七宫八观三十殿:11、12（或称七宫八观三十六殿:58），占地3万余平方米。自前向后有南天门、二天门、回光殿、木兰将军坟、木兰殿、斗姥宫、朝天门、报恩殿、帝王宫、三清殿、娘娘殿、玉皇阁、金顶等。古建筑群分布于将军坟、东泉庵、水晶宫、古寨四区，古寨区最大。

## 文物保护情况
1988年12月25日，以“木兰山古建筑群”的名义被武汉市人民政府列为第三批武汉市文物保护单位；2008年3月27日，以“木兰山古建筑群”的名义被湖北省人民政府列为第五批湖北省文物保护单位。
其作为文物的保护范围为：重点保护古寨区。以古寨垣为界，四周均向外延伸20米。
其作为文物的建设控制地带为：以保护范围为界，四周均向外延伸50米。